# Eunice amphiheliae
Eunice amphiheliae är en ringmaskart som beskrevs av Marion in Filhol 1885. Eunice amphiheliae ingår i släktet Eunice och familjen Eunicidae. Inga underarter finns listade i Catalogue of Life.